# Aage Niels Bohr
Aage Niels Bohr (ur. 19 czerwca 1922 w Kopenhadze, zm. 8 września 2009 tamże) – duński fizyk teoretyk, noblista. Od 1956 roku był profesorem Instytutu Fizyki Teoretycznej im. N. Bohra Uniwersytetu w Kopenhadze, a w latach 1963–1970 jego dyrektorem. Był czwartym synem fizyka Nielsa Henrika Bohra i Margrethe Bohr.
Zajmował się fizyką jądrową, badał zjawiska dotyczące absorpcji cząstek, teorii reakcji jądrowych oraz był współtwórcą modelu jądra atomowego. W roku 1975 otrzymał, wspólnie z Benjaminem Mottelsonem i Leo Reinwaterem, Nagrodę Nobla za „odkrycie związku między ruchem kolektywnym i ruchem jednocząstkowym i rozwinięcie teorii budowy jąder atomowych oparte na tym związku”.
Był członkiem Duńskiej Królewskiej Akademii Nauk i Literatury, American Academy of Arts and Sciences (od 1965 roku honorowy członek zagraniczny), Papieskiej Akademii Nauk, a od roku 1980 – członkiem zagranicznym PAN.